# 滋賀県道541号綾戸東川線
滋賀県道541号綾戸東川線（しがけんどう541ごう あやどひがしがわせん）は、滋賀県蒲生郡竜王町から近江八幡市に至る一般県道である。

## 概要
蒲生郡竜王町大字綾戸から近江八幡市東川町に至る。
蒲生郡竜王町から近江八幡市への重要な幹線道路となっている。

### 路線データ
- 起点：蒲生郡竜王町大字綾戸（綾戸交差点、滋賀県道166号小口川守線交点）
- 終点：近江八幡市東川町（東川町交差点、国道8号交点、滋賀県道326号大房東横関線終点）
- 総延長：4.5km

## 路線状況

### 道路施設

#### 橋梁
- 日野川大橋（日野川、蒲生郡竜王町 - 近江八幡市）

## 地理

### 通過する自治体
- 滋賀県
  - 蒲生郡竜王町 - 近江八幡市

### 交差する道路
| 交差する道路                      | 市町村名   | 市町村名   | 交差する場所 | 交差する場所        |
| --------------------------------- | ---------- | ---------- | ------------ | ------------------- |
| 滋賀県道166号小口川守線           | 蒲生郡     | 竜王町     | 大字綾戸     | 綾戸交差点 / 起点   |
| 雪野山ふるさと街道                | 蒲生郡     | 竜王町     | 大字綾戸     | 綾戸北交差点        |
| 国道8号 滋賀県道326号大房東横関線 | 近江八幡市 | 近江八幡市 | 東川町       | 東川町交差点 / 終点 |

### 沿線
- 滋賀銀行 竜王支店
- 苗村神社
- 竜王町立竜王小学校、竜王幼稚園
- 滋賀中央信用金庫 竜王支店
- 竜王町立竜王中学校
- 左右神社
- ベルマリエ近新